# Christine de Pizan
Christine de Pizan, o anche Christine de Pisan, nata Cristina da Pizzano (Venezia, 1364 – Monastero di Poissy, 1430 circa), è stata una scrittrice e poetessa francese di origine italiana, attiva alla corte dei re di Francia.
È riconosciuta in Europa come la prima scrittrice di professione (se non si tiene conto di Maria di Francia, vissuta nel secolo XII) e, quattro secoli prima di Madame de Staël, la prima storica laica.
Nelle sue opere liriche e narrative trae spunto dalla propria esperienza di vita, e non dalla tradizione religiosa o mitologica, come era frequente al tempo. Ha redatto nel 1404 una biografia di Carlo V riportando eventi di cui era stata testimone oculare e consultando fonti bibliografiche.
A capo di uno Scriptorium in cui produceva libri miniati molto apprezzati, è molto famosa inoltre per aver dato inizio alla cosiddetta querelle des femmes: dopo avere letto due opere rispettivamente di Boccaccio e di Jean de Meung, che sostenevano l'idea che la donna sia per natura un essere vizioso, consegnò alla regina Isabella un'opera intitolata Livre de la Cité des Dames (La città delle dame), in cui elencava esempi di donne virtuose e importanti nella storia dell'umanità.

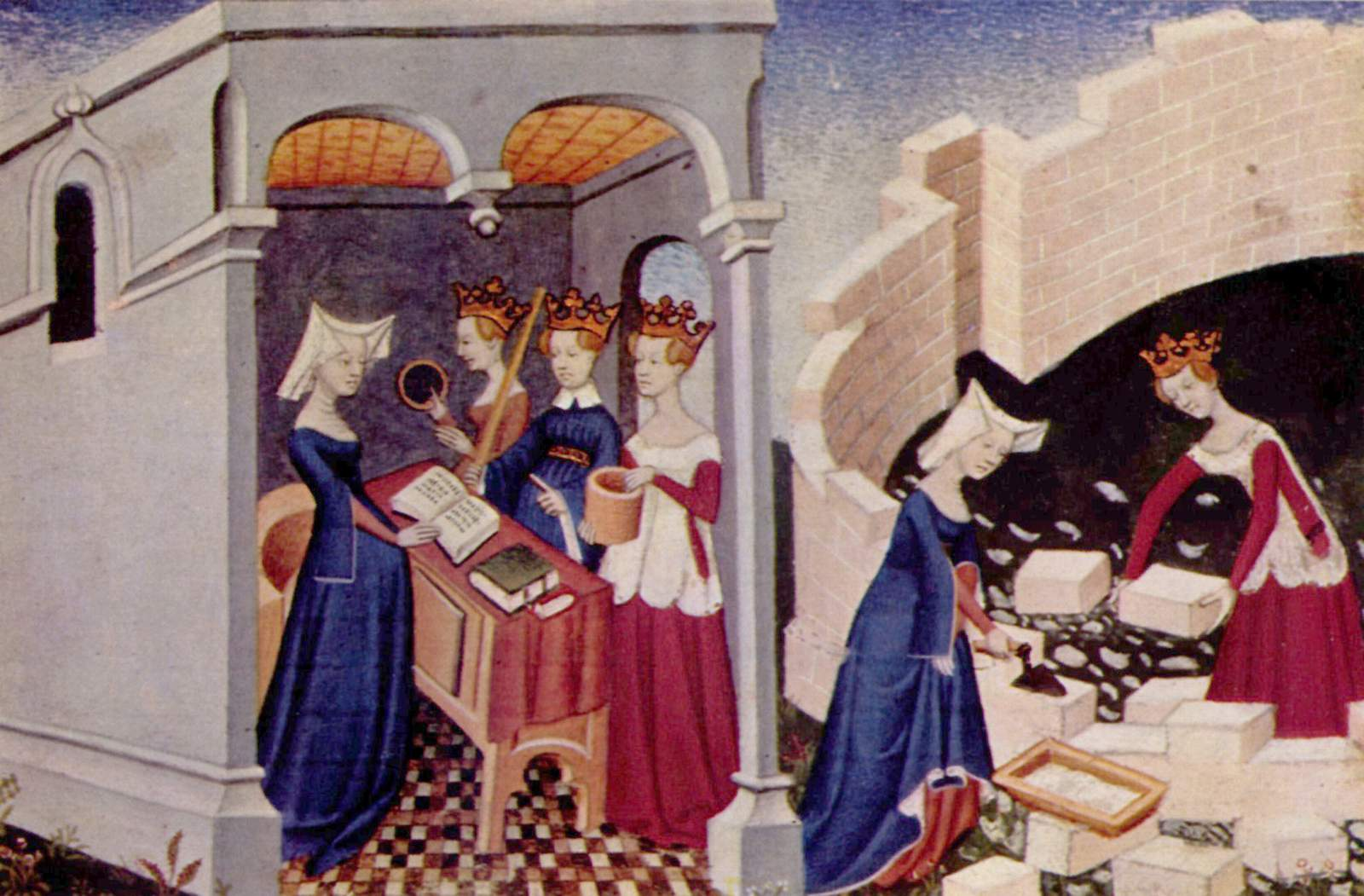
Miniatura tratta da La Città delle Dame e attribuita al Maestro della Cité des dames, un miniaturista anonimo collaboratore di Christine de Pizan.

## Biografia

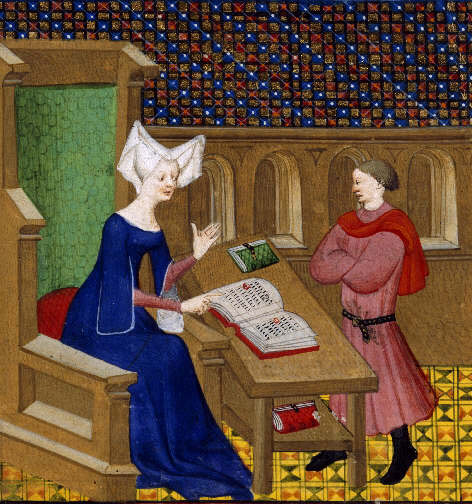
Christine de Pizan istruisce il figlio.

### Infanzia
Cristina nacque a Venezia nel 1364, figlia di Tommaso da Pizzano. Il padre era originario di Pizzano (ora frazione di Monterenzio), un borgo nei pressi di Bologna, città nella cui Università si era laureato in medicina dedicandosi poi alla pratica dell'astrologia. 
Si era poi trasferito a Venezia, come medico ed astrologo che per la Serenissima ricopriva il ruolo di consigliere per gli affari esteri.
La sua attività di astrologo gli aveva procurato una grande reputazione, tanto che ricevette due inviti, uno dal re di Francia Carlo V e uno dal re d'Ungheria Luigi il Grande, a lavorare come astrologo di corte. Dopo aver riflettuto a lungo, Tommaso optò per la Francia, dove si trasferì nel 1369 con la moglie e i figli Cristina, Paolo e Aghinolfo.
Christine de Pizan aveva ereditato dal padre il gusto per gli studi e la sete di conoscenza. Uomo colto e di larghe vedute, curioso dei segreti della natura e degli scritti dotti, Tommaso da Pizzano per l’unica figlia femmina aveva voluto un’istruzione di prim’ordine, pari a quella prevista per i fratelli maschi, a base di storia, medicina e filosofia.
Christine crebbe in un ambiente di corte stimolante e intellettualmente vivace: lo stesso Carlo V, sensibile alle tematiche intellettuali, aveva fondato la Biblioteca Reale del Louvre, a cui Christine aveva libero accesso e che descriverà anni più tardi come «la belle assemblée des notables livres» («la bella collezione di libri importanti»), una biblioteca senza pari in Europa per la quantità e la qualità dei preziosi libri splendidamente miniati.
Christine ricevette a corte l'educazione e l'istruzione impartite alle giovani ragazze della nobiltà e iniziò a comporre brani lirici che le valsero ammirazione e anche numerose proposte di matrimonio - sebbene, per sua stessa ammissione, queste proposte fossero anche legate alla posizione di suo padre. Christine de Pizan parla spesso nelle sue opere del suo gusto per lo studio. Come tutte le giovani donne di alto rango, fu senza dubbio iniziata molto presto alla musica e alla poesia. Era bilingue, parlava e leggeva l'italiano, ma era in francese che scriveva tutte le sue opere. Conosceva abbastanza il latino da avere accesso a opere di filosofia, storia, poesia o religione. Ha ricevuto un'istruzione più profonda e più ampia di molte giovani ragazze di corte. Tuttavia, quando parla della sua istruzione, è piuttosto per deplorare che non sia stata completa.

### Matrimonio
Nel 1379, a quindici anni, il padre scelse per lei come marito Étienne de Castel, notaio e segretario del re, con cui ebbe tre figli, una femmina e due maschi, uno dei quali morì in giovane età. Il matrimonio ebbe luogo all'inizio dell'anno 1380. Christine aveva quindici anni, Étienne ventiquattro. Un matrimonio sereno e felice, che Christine rimpiangerà spesso nei suoi scritti: il marito infatti morì in un'epidemia nel 1390. Espresse il suo dolore in molte poesie, la cui più famosa è probabilmente Seulete sui.
(Seulete sui)
Secondo lei, la sua vita conobbe un netto cambiamento con la morte di Carlo V nel 1380 che segnò anche la fine del suo favore a Corte, il suo allontanamento e una difficile situazione economica. Il padre Thomas de Pizan morì probabilmente nel 1387, all'età di quasi 80 anni. Questo padre così colto e riverito tuttavia non seppe fare economia in vita e lasciò la famiglia nel bisogno. Étienne de Castel divenne a tutti gli effetti il capofamiglia, in grado di assicurare il destino materiale della famiglia. Ma morì, vittima di un'epidemia, nel 1390 circa, a Beauvais, dove faceva parte dell'entourage del re, anch'egli ammalatosi nella stessa città.

#### Vedovanza e nuova vita
Nel Medioevo una vedova che non si risposava o non entrava in convento era guardata con sospetto, spesso accusata di avidità e lussuria. La vita e le occupazioni di Christine de Pizan furono profondamente cambiate dalla morte del marito. Sperimentò per la prima volta la depressione per un periodo che non conosciamo, ma che probabilmente fu di diversi mesi o addirittura un anno. Questo lutto fu accompagnato da un disastro finanziario.
Sola, con tre figli e un'anziana madre da accudire, e con la famiglia caduta in disgrazia presso il nuovo sovrano Carlo VI, Christine dovette compiere una simbolica metamorfosi: racconterà, in una sua opera, di aver sognato la Fortuna che le toccava tutte le parti del corpo, con l’effetto di rinforzarle le membra, rendendola contemporaneamente più leggera del solito ; di sé scrisse «diventai un vero uomo», intendendo con questa metafora il passaggio a una vita più autonoma e responsabilizzata, per i tempi prerogativa esclusiva degli uomini.
Decide di non risposarsi e sceglie la professione di letterata. Si adopera quindi per riorganizzare la sua fortuna e il suo patrimonio, cerca di accumulare entrate sufficienti per mantenere il suo rango sociale. Ma ciò rimane insufficiente perché suo padre e suo marito non le hanno lasciato né un'eredità solida, né un reddito garantito. Christine de Pizan ci racconta che questi tempi difficili sono durati 14 anni, durante i quali si sono accumulate preoccupazioni finanziarie, cause legali, elaborazione del lutto e problemi di salute. Parla delle sue disgrazie in La Mutation de fortune, in particolare delle varie cause e processi che ha dovuto affrontare per difendere i suoi interessi.

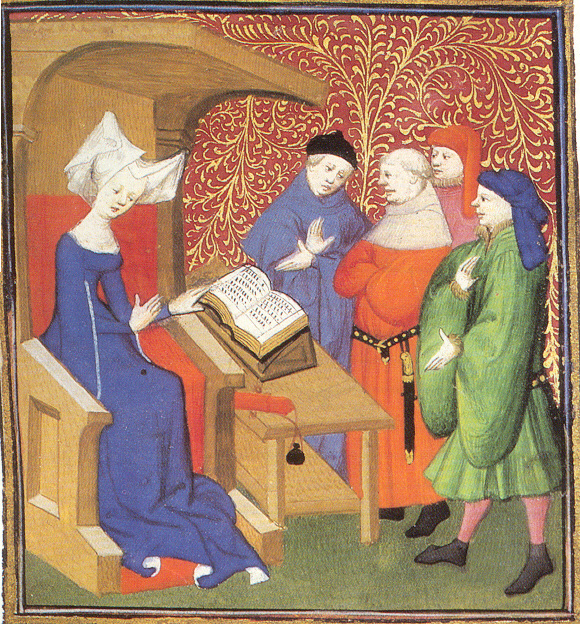
Christine de Pizan tiene una lezione.

Mentre era impegnata in cause legali e in un'apprezzata attività di calligrafa (conduceva una bottega di scrittura, con maestri calligrafi, rilegatori e miniatori specializzati in riproduzioni di libri pregiati), compose in soli due anni Le Livre des cent ballades, che ebbe un grande successo e grazie al quale ottenne protezione e committenze da illustri personaggi, quali i duchi Filippo II di Borgogna e Giovanni di Valois, fratelli del compianto Carlo V, e la regina consorte Isabella di Baviera. Queste protezioni le permisero di dedicarsi esclusivamente alla scrittura e all'attività di poetessa e intellettuale, ottenendo riconoscimenti e attestazioni di stima, anche da personaggi come Jean Gerson e Eustache Deschamps.
Scrisse moltissimo, aiutata da una naturale facilità di scrittura: tra gli altri Le Livre de Corps de Police, in cui incoraggia i principi ad aiutare le vedove (chiaro il riferimento alle sue vicende personali), l'autobiografico L'Avision-Christine, L'Epistre au Dieu d'Amours, in cui condanna chi usando l'amore inganna e diffama le donne, Le Livre de Trois Vertus, ideale continuazione de La Città delle Dame, nel quale incoraggia le donne a essere forti e a uscire dagli stereotipi sessuali. Scrisse inoltre una biografia nel 1404 del re Carlo V nel solco della tradizione letteraria medievale degli specula principum, scritti cioè dediti ad educare il futuro sovrano.

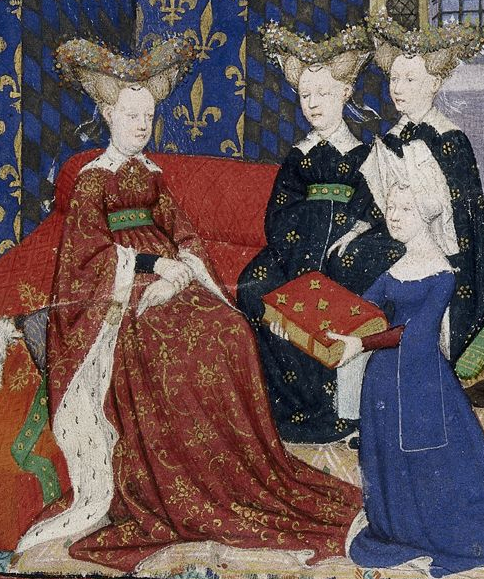
Christine de Pizan offre una copia dei suoi lavori alla regina Isabella di Baviera, moglie del re Carlo VI.

Nel 1418, all'età di 53 anni, Christine de Pizan si ritirò in convento. Dopo undici anni di silenzio scrisse il suo ultimo lavoro sulla sua contemporanea Giovanna d'Arco del 1429, il primo entusiastico poema e l'unico a essere composto mentre l'eroina era ancora viva.
La data della sua morte è sconosciuta, ma dovrebbe aggirarsi intorno al 1430.

## Opere
- Poésies diverses: Cent ballades, Virelays, Balades d'estrange façon, Ballades de divers propos, Les complaintes amoureuses, Lays, Rondeaux, Jeux à vendre, composti fra il 1399 e il 1402.
- Epistre au Dieu d'amours, 1399.
- Le Débat de deux amans, c. 1400.
- Le Livre des trois jugemens, c. 1400.
- Le Livre du dit de Poissy, 1400.
- Epistre Othea, 1401.
- Epistres du Débat sur le Roman de la Rose, 1401.
- Le Dit de la rose, 1402.
- Oraison Nostre Dame, 1402-1403.
- Oraison de Nostre Seigneur, 1402-1403.
- Cent Ballades d'amant et de dame, 1402-1410.
- Les Complaintes amoureuses, 1402-1410.
- Le Chemin de longue estude, 1403.
- Le Dit de la pastoure, 1403.
- Le Livre de la Mutation de fortune, 1403.
- Le Livre des Fais et bonnes meurs du sage roy Charles V, 1404.
- Epistre à Eustache Morel, 1404.
- Le Livre du Duc des vrais amants, 1404-1405.
- La Cité des dames, (La città delle Dame) 1404-1405.
- Le Livre des trois vertus à l'enseignement des dames, 1405.
- Epistre à Isabelle de Bavière, 1405.
- L'Advision Christine, 1404.
- Le Livre de la Prod'homie de l'homme ou Le Livre de Prudence, 1405-1406.
- Le Livre du Corps de Policie, 1406-1407.
- Les Sept Psaumes allégorisés, 1409.
- Les Lamentations sur les maux de la France, 1410.
- Le Livre des Faits d'armes et de chevalerie, 1410.
- Le Livre de la Paix, 1412-1413.
- Epistre de la Prison de Vie Humaine, 1416-1418, dedicato a Maria di Berry, duchessa di Borbone, in seguito alla battaglia di Azincourt.
- Les Heures de la contemplation de la Passion, 1420.
- Le Ditié de Jehanne d'Arc, 1429.

## La città delle dame
Scritto nei mesi invernali tra il 1404 e il 1405, il Livre de la Cité des Dames (La città delle dame) è probabilmente l'opera più famosa di Christine de Pizan. Fu scritta in risposta ai libri di Giovanni Boccaccio (De mulieribus claris, “Sulle donne famose”), Jean de Meung (autore del Roman de la Rose, testo del XIII secolo che dipingeva le donne solo come seduttrici) e del filosofo Mateolo, nonché di altri testi avversi alla condizione femminile, intrisa, secondo loro, solo di dubbio, malinconia e intemperanza. De Pizan ne rimase sgradevolmente colpita e ne fece una questione da discutere a corte. 
Pizan presenta invece una società utopica e allegorica in cui la parola «dama» indica una donna nobile di spirito, non di sangue.
Nella città fortificata e costruita secondo le indicazioni di Ragione, Rettitudine e Giustizia, De Pizan racchiude un elevato numero di sante, eroine, poetesse, scienziate, regine, ecc., che offrono un esempio dell'enorme, creativo e indispensabile potenziale che le donne possono offrire alla società. Tra le altre, Semiramide e Didone, fondatrici di Babilonia e Cartagine, l'eroina Griselda, Lucrezia che si suicidò dopo lo stupro e che offre lo spunto per emettere una legge “giusta e santa” che condanna a morte gli stupratori, Pentesilea che si oppone alla barbarie...

Centrale nella Città delle Dame è poi il tema dell'istruzione femminile, che Christine de Pizan avvertiva come fondamentale. L'impossibilità infatti di imparare, unita all'isolamento tra le mura domestiche, avevano causato la presunta inferiorità femminile e la sua assenza dalla scena culturale. Ma è una inferiorità di tipo culturale e non naturale, come si desume dai vari esempi che porta la scrittrice (Saffo, Proba, Novella, Ortensia e altre), visto che 
Ispirato chiaramente a La città di Dio di Sant'Agostino, è di agevole lettura nonostante l'alto livello nozionistico e culturale.

## Opere sull'autrice e raccolte
- Œuvres Poétiques de Christine de Pisan, a cura di M. Roy, Parigi, Firmin Didot, vol. 1-3, 1886; 1891; 1896.
- Mathilde Laigle, Le livre des Trois vertus de Christine de Pisan, Parigi, Honoré Champion, 1912.
- L'Avision-Christine, a cura di M. L. Towner, Washington, The Catholic University of America, 1932.
- Le Livre des Fais et Bonnes Meurs du Sage Roy Charles V, a cura di S. Solente, Paris, H. Champion, 1940, 2 voll.
- Le Livre de la Mutacion de Fortune, a cura di S. Solente, Parigi, Picard, 1959-1966, 4 voll.
- Épistres sur le "Roman de la Rose" in Ch. de Pisan - J. Gerson - J. De Montreuil - G. e P. Col, Le Débat sur le Roman de la Rose, a cura di E. Hicks, Parigi, H. Champion, 1977.
- Le Ditié de Jehanne d'Arc, a cura di A. J. Kennedy - K. Varty, Oxford, Society for the Study of Medieval Languages and Literature, 1977.
- Épistre à la Royne, a cura di J. A. Wisman, New York-Londra, Garland, 1984.
- Le Livre des Trois Vertus, a cura di C. C. Willard - E. Hicks, Parigi, H. Champion, 1989.
- Le Livre du Corps de Policie, a cura di A. J. Kennedy, Parigi, H. Champion, 1998.
- Épistre Othéa, a cura di G. Parussa, Ginevra, Droz, 1999.
- Le Chemin de Longue Étude, a cura di A. Tarnowski, Parigi, Librairie générale française, 2000.

### Traduzioni italiane
- La città delle dame, a cura di Patrizia Caraffi, Milano-Trento, Luni Editrice, 1998, ISBN 978-88-7984-048-4.
- Il Dibattito sul "Romanzo della Rosa", a cura di Bianca Garavelli, Medusa Edizioni, 2006, ISBN 978-88-76980428.
- Il libro della pace col poema di Giovanna d'Arco, a cura di Bianca Garavelli, Medusa Edizioni, 2007, ISBN 978-88-7698-108-1.
- La vita e i buoni costumi del saggio re Carlo V, a cura di Virginia Rossini, Roma, Carocci, 2010, ISBN 978-88-430-5326-1.
- Il poema di Giovanna d'Arco, a cura di Paolo Spaggiari, Quattro Castella (RE), Lux Victrix Edizioni, 2020, ISBN 978-88-358-5335-0.

## Nella cultura di massa
La vicenda di Christine de Pizan è raccontata, in forma romanzata, nel libro Un giorno e una donna dell'autrice Nicoletta Bortolotti.